# 親切なクムジャさん
『親切なクムジャさん』（しんせつなクムジャさん、原題：친절한 금자씨）は、2005年公開の韓国映画。『復讐者に憐れみを』、『オールド・ボーイ』に続く、パク・チャヌク監督による復讐三部作の最終作。第62回ヴェネツィア国際映画祭コンペティション部門ノミネート作品。
なお、韓国映画なので基本的には劇中の台詞の大半は韓国語であるが、主人公のクムジャの娘がジェニーと名付けられてオーストラリア人の養子に出されたことから、彼女が韓国語を話すことが出来ず英語しか話せないという設定であるため、ジェニー絡みのシーンにおいては英語の台詞もある。

## ストーリー
幼児誘拐・殺人の罪で13年間服役していた主人公クムジャ（イ・ヨンエ）。その罪は濡れ衣だった。自分の子どもの命を盾に取られ、彼女は真犯人の罪をかぶったのだ。いつもにこやかに服役仲間や支援者たちに接して「親切なクムジャさん」と呼ばれる模範囚の彼女だったが、娘との暮らしを自分から奪った真犯人への復讐を決意していた。
出所した彼女はパティシエの職に就く。そして密かに服役中に知り合った仲間、また彼女の無実を直感していた当時の捜査関係者とも手を組み、真犯人を追い詰めついに捕らえる。しかし、真犯人の犠牲になった子どもが一人だけではないことが判明。そして、犯人によって殺された子供たちの遺族による復讐が始まる。

## キャスト
| 役名               | 俳優                        | 日本語吹替     |
| ------------------ | --------------------------- | -------------- |
| イ・クムジャ       | イ・ヨンエ                  | 岡寛恵         |
| ペク・ハンサン先生 | チェ・ミンシク              | 磯部勉         |
| ジェニー           | クォン・イェヨン            | 菊地ゆうみ     |
| クンシク           | キム・シフ                  | 石田彰         |
| チャン氏           | オ・ダルス                  | 堀内賢雄       |
| 伝導師             | キム・ビョンオク            | 中田和宏       |
| パク・イジョン     | イ・スンシン                | 渡辺美佐       |
| チェ班長           | ナム・イル                  | 佐々木敏       |
| 魔女               | コ・スヒ                    | くじら         |
| コ・ソンスク       | キム・ジング                | 竹口安芸子     |
| ウ・ソヨン         | キム・ブソン                | きのしたゆうこ |
| オ・スヒ           | ラ・ミラン                  |                |
| キム・ヤンヒ       | ソ・ヨンジュ                |                |
| ソヨンの夫         | コ・チャンソク              | 船木真人       |
| ウォンモの父       | キム・イクテ                | 船木真人       |
| ウォンモの母       | イ・ヨンミ                  |                |
| トンファの父       | チェ・ジョンウ              | 桐本琢也       |
| トンファの母       | パク・ミョンシン            |                |
| チェギョンの父     | キム・チュンギ              | 中田和宏       |
| チェギョンの母     | イ・ヨンニョ                |                |
| ウンジュの祖母     | ウォン・ミウォン            | 竹口安芸子     |
| セヒョンの姉       | チャン・ジョンエ            | 山田里奈       |
| セヒョンの父       | オ・グァンノク （友情出演） | 石井隆夫       |
| 拉致犯1            | ソン・ガンホ （友情出演）   | 桐本琢也       |
| 拉致犯2            | シン・ハギュン （友情出演） |                |
| ニュースキャスター | カン・ヘジョン （友情出演） | 山田里奈       |
| 売春組織の元締め   | ハン・ジェドク （友情出演） | 桐本琢也       |
| ナレーション       | キム・セウォン              | 高島雅羅       |

- その他声の出演：水町レイコ、すずき紀子、根本圭子
- 日本語版制作スタッフ：演出：小山悟、翻訳：根本理恵、台本：高山美香、録音・調整：新井保雄、プロデューサー：内田正仁（東芝エンタテインメント）制作担当：別府憲治／宮地奈緒（HALF H･P STUDIO）、日本語版制作：HALF H･P STUDIO
  - 日本語版の吹替キャスト・スタッフ共に『オールド・ボーイ』の日本語版に携わった人物が多い。特に、磯部、中田、堀内、山田、石井は『オールド・ボーイ』と同一の俳優の吹替をしている。

## スタッフほか
- 監督・脚本：パク・チャヌク
- 製作：MOHOフィルム、CJエンタテインメント
- 上映時間：114分
- 配給：CJエンタテインメント
- 日本ではショウゲートの配給により2005年11月12日に劇場公開され、映画倫理委員会からR15+指定を受けている。
- ショウゲート、ジェネオンエンタテインメント、衛星劇場が提供社。
- 協賛：KOREAN AIR

## 作品の評価

### 興行成績
誘拐・復讐をテーマとし、犯罪・暴力・性描写があることから韓国ではR-18指定（18歳未満の観覧禁止）を受けたにもかかわらず、7月29日の公開から約3か月間に全国で約350万人、ソウルのロードショー館（ソウル基準）で137万人の観客動員を記録した。これは、R-18指定映画としては『友へ チング』に次ぐ歴代2位の興行成績となる。

### 受賞歴
- 2005年度
  - 第26回青龍映画賞 - 最優秀作品賞
  - 第26回青龍映画賞 - 女優主演賞（イ・ヨンエ）
  - 第12回春史大賞映画祭 - 撮影賞（チョン・ジョンフン）
  - 第5回釜山映画評論家協会賞 - 撮影賞（チョン・ジョンフン）
  - 第8回ディレクターズ・カット・アワード - 今年の女性演技者賞（イ・ヨンエ）
  - 第38回シッチェス・カタロニア国際映画祭 - オフィシャル・ファンタスティック部門 主演女優賞（イ・ヨンエ）
  - 第62回ヴェネツィア国際映画祭 - ヤング獅子賞
  - 第62回ヴェネツィア国際映画祭 - ベスト・イノベーション賞
  - 第62回ヴェネツィア国際映画祭 - 未来映画賞
  - 第25回韓国映画評論家協会賞 - 10大映画賞
  - 第26回ファンタスポルト国際映画祭 - コンペティション部門 オリエンタル・エクスプレス作品賞
  - 第3回韓国大衆音楽賞 - 今年の映画ドラマ音楽賞
  - 第43回大鐘賞 - 海外人気賞（イ・ヨンエ）
  - 第42回百想芸術大賞  - 映画部門 女性最優秀演技賞（イ・ヨンエ）

#### 映画祭
- 2005年
  - 第58回カンヌ国際映画祭 コンペティション部門 招請
  - 第30回トロント国際映画祭 出品
  - 第43回ニューヨーク映画祭 招請
  - 第46回テッサロニキ国際映画祭 特別上映

## 派生作品
- ノベライズ：角川ホラー文庫